# Comuna Pavlivka, Ivanîci
Pavlivka (în ucraineană Павлівка) este o comună în raionul Ivanîci, regiunea Volînia, Ucraina, formată din satele Pavlivka (reședința), Samovolea și Starosillea.

## Demografie
Componența lingvistică a satului Pavlivka
     Ucraineană (98,98%)
     Alte limbi (0,9%)
Conform recensământului din 2001, majoritatea populației satului Pavlivka era vorbitoare de ucraineană (98,98%), existând în minoritate și vorbitori de alte limbi.